# Chatka Puchatków
Chatka Puchatków – szalupa wiosłowo-żaglowa, na której Jerzy Tarasiewicz i Janusz Misiewicz przepłynęli Ocean Atlantycki w latach 1958–1959.

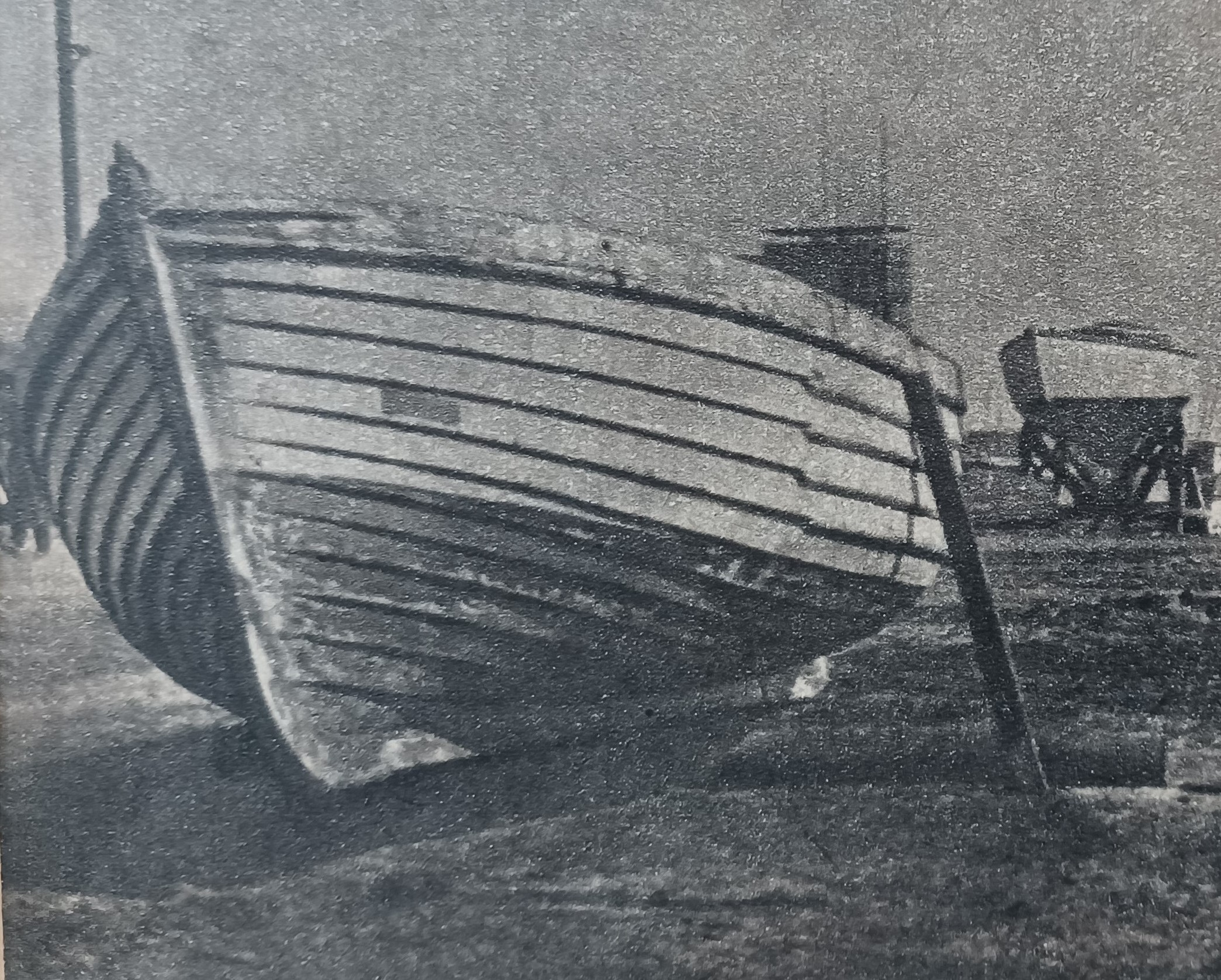
„Chatka Puchatków” przed remontem

Była to szalupa ratunkowa będąca na wyposażeniu statku pasażerskiego Batory. Łódź była zbudowana razem z transatlantykiem we Włoszech w 1936 roku. Miała długość całkowitą 9,14 m, szerokość 3,15 m oraz wysokość 1,22 m. Wręgi były wykonane z dębu, zaś poszycie z klepek modrzewiowych. Szalupa była przystosowana do pomieszczenia 72 osób w warunkach awaryjnych, ale pełną zdolność manewrową miała przy załodze do 20 osób. W czasie rejsu pod żaglem mogły ją obsłużyć 3-4 osoby. Łódź posiadała dwie pary jesionowych wioseł oraz składany maszt z dwoma żaglami lugrowymi – grotem i fokiem. Pod ławkami znajdowały się miedziane komory wypornościowe wypełnione włóknami kapoku, zapewniające łodzi niezatapialność.
Wiosną 1958 roku gdy wymieniano na „Batorym” szalupy na plastikowe, zdeklasowaną i bezużyteczną łódź przejęli Jerzy Tarasiewicz i Janusz Misiewicz, którzy zamierzali odbyć na niej rejs przez Atlantyk na Wyspy Karaibskie. Szalupa została przez nich wyremontowana, uszczelniona oraz wyposażona w nowy takielunek.

„Chatka Puchatków – plan poglądowy

W celu poprawienia manewrowości dodano drugi maszt – bezan, uszyto też nowe żagle o większej powierzchni, zaś te oryginalne były używane jako żagle sztormowe. Na wypadek sztormu łódź miała do dyspozycji dryfkotwę. Na wyposażenie niezbędne w podróży składały się pomoce nawigacyjne: dwa kompasy, sekstant, mapy, locje, spisy świateł, rocznik astronomiczny i tablice nawigacyjne. Jako chronometry służyły dwa ręczne zegarki. Do manewrowania łodzią bez żagli przewidziano dwa wiosła i bosak. Sprzęt ratunkowy stanowiły: koło ratunkowe i dwie kamizelki ratunkowe, rakiety sygnalizacyjne w kilku kolorach, prosta radiostacja bezpieczeństwa uruchamiana korbą do wysyłania sygnału SOS. Załadowano również prowiant (między innymi: konserwy rybne i mięsne, zupy w kostkach, ekstrakty pokarmów, suchary, herbatniki, czekoladę, cukier, mleko skondensowane i wodę pitną), dwa prymusy naftowe z naczyniami do gotowania posiłków, latarki, lampy naftowe. Żeglarze nadali szalupie nazwę pochodzącą od ich ulubionego bohatera literackiego misia Puchatka, autorstwa A. Milne’a.
Rejs rozpoczął się 8 sierpnia 1958 roku w Gdyni. Żeglarze pokonali pomyślnie Bałtyk, Cieśniny Duńskie, Morze Północne, następnie przez Ocean Atlantycki zamierzali dotrzeć do Martyniki na Wyspach Karaibskich. Z uwagi na niesprzyjające warunki atmosferyczne w Kanale La Manche, które uniemożliwiły przedostanie się na Atlantyk, żeglarze zdecydowali się, przepłynąć kanałami i rzekami przez Francję na Morze Śródziemne, po czym żeglując wzdłuż wybrzeża Algierii dotarli do Madery, a następnie do Wysp Kanaryjskich. Stamtąd pożeglowali w kierunku zachodnim, by 2 kwietnia 1959 r. dotrzeć do celu podróży – Martyniki. Tutaj obaj żeglarze rozstali się, Misiewicz wrócił statkiem do Polski, a Tarasiewicz pożeglował dalej samotnie do Portoryko, gdzie zorganizował transport szalupy do Polski. Łódź powróciła do kraju na pokładzie statku MS Oleśnica w końcu grudnia 1959 roku. Po wyremontowaniu umieszczono ją jako eksponat w Muzeum Marynarki Wojennej w Gdyni. Pod koniec 1981 roku została zabrana z muzeum i przeniesiona na Kępę Oksywską do Wąwozu Ostrowickiego, niestety wkrótce potem wprowadzono stan wojenny, w czasie którego o eksponacie zapomniano. Łódź stojąca niezabezpieczona na wolnym powietrzu uległa zniszczeniu, w 2006 r. pracownicy muzeum odnaleźli w lesie jej pozostałości i zabezpieczyli, jednak nie podjęto żadnych decyzji do dalszych jej losów.